# Марушичі (Бує)
Марушичі (хорв. Marušići) — населений пункт у Хорватії, в Істрійській жупанії у складі міста Бує.

## Населення
Населення за даними перепису 2011 року становило 167 осіб.
Динаміка чисельності населення поселення:

## Клімат
Середня річна температура становить 12,54 °C, середня максимальна – 25,57 °C, а середня мінімальна – -1,19 °C. Середня річна кількість опадів – 1174 мм.
| Клімат поселення                              | Клімат поселення | Клімат поселення | Клімат поселення | Клімат поселення | Клімат поселення | Клімат поселення | Клімат поселення | Клімат поселення | Клімат поселення | Клімат поселення | Клімат поселення | Клімат поселення | Клімат поселення |
| Показник                                      | Січ.             | Лют.             | Бер.             | Квіт.            | Трав.            | Черв.            | Лип.             | Серп.            | Вер.             | Жовт.            | Лист.            | Груд.            |                  |
| Середній максимум, °C                         | 9,05             | 9,71             | 12,87            | 16,18            | 21,06            | 24,92            | 25,57            | 25,28            | 21,02            | 16,47            | 11,47            | 8,50             |                  |
| Середня температура, °C                       | 3,94             | 4,57             | 7,75             | 11,06            | 15,93            | 19,80            | 22,10            | 21,81            | 17,54            | 13,00            | 8,00             | 5,02             |                  |
| Середній мінімум, °C                          | −1,19            | −0,55            | 2,60             | 5,94             | 10,80            | 14,68            | 18,62            | 18,32            | 14,08            | 9,52             | 4,51             | 1,55             |                  |
| Норма опадів, мм                              | 84               | 65               | 84               | 96               | 92               | 106              | 72               | 98               | 110              | 130              | 129              | 108              |                  |
| Середньомісячна швидкість вітру, м/с          | 2.10             | 2.37             | 2.46             | 2.48             | 2.24             | 2.15             | 2.10             | 2.08             | 2.10             | 2.32             | 2.33             | 2.24             |                  |
| Середньомісячна сонячна радіація, кДж/м²·день | 4442             | 7428             | 10672            | 15015            | 19111            | 20833            | 21817            | 18672            | 13827            | 8900             | 4865             | 3741             |                  |
| --------------------------------------------- | ---------------- | ---------------- | ---------------- | ---------------- | ---------------- | ---------------- | ---------------- | ---------------- | ---------------- | ---------------- | ---------------- | ---------------- | ---------------- |
| Джерело:                                      |                  |                  |                  |                  |                  |                  |                  |                  |                  |                  |                  |                  |                  |